# Bastuba
| I denna artikel     |
| används tonnamnen   |
| Bess (B♭) och B.    |
| Se olika skrivsätt. |

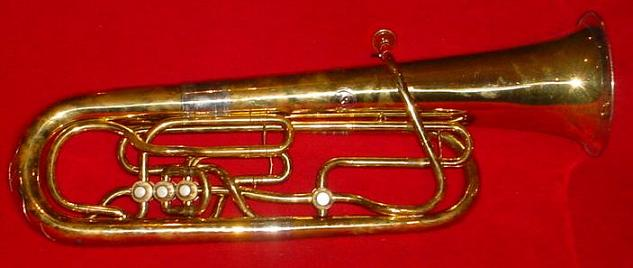
Svensk F-tuba av fabrikatet Ahlberg & Ohlsson, tillverkad omkring 1890.

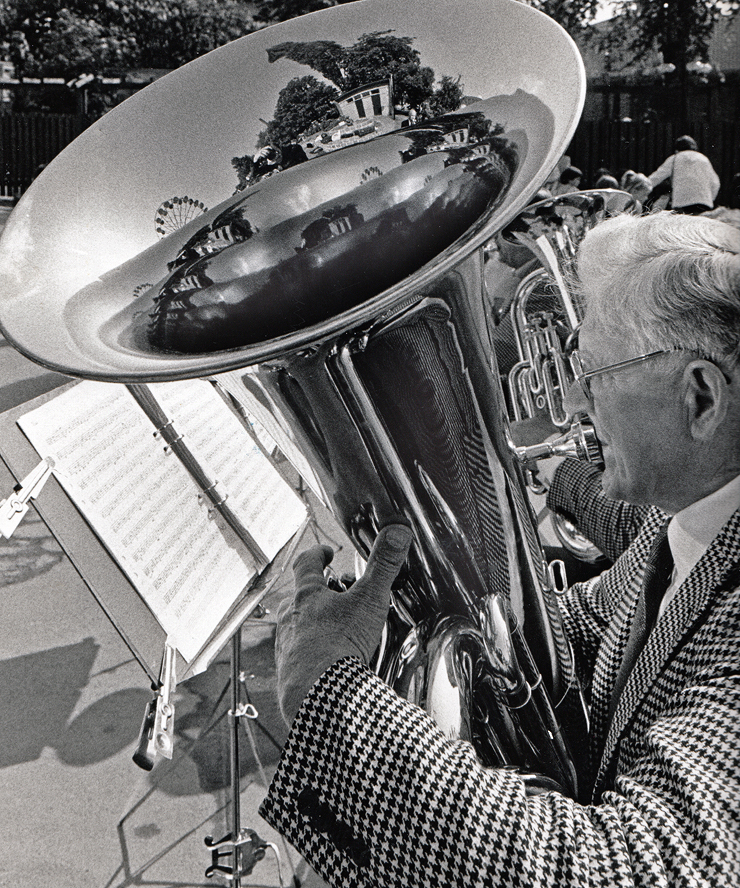
En musiker spelar på sin Bastuba.

Bastuban är det största av bleckblåsinstrumenten. Tubor är ofta stämda i B♭ (Bess) men även F-, Ess- och C-tubor förekommer. Ess-tuban är vanligast i mässingorkestrar och är den vanligaste orkestertuban i Storbritannien.

## Storlek
Bastuban är det största instrumentet i bleckblåsfamiljen. Den kan förekomma i flera olika storlekar och tonarter. Storleken anges ofta i fjärdedelar, till exempel 3/4, 4/4, 5/4 etcetera. Den största av de vedertagna storlekarna är 6/4. Dock finns det ingen gemensam standard mellan de olika fabrikaten, så 4/4-tubor kan vara olika stora beroende på tillverkare. De stora bess-tuborna kallas ofta kontrabastubor. 

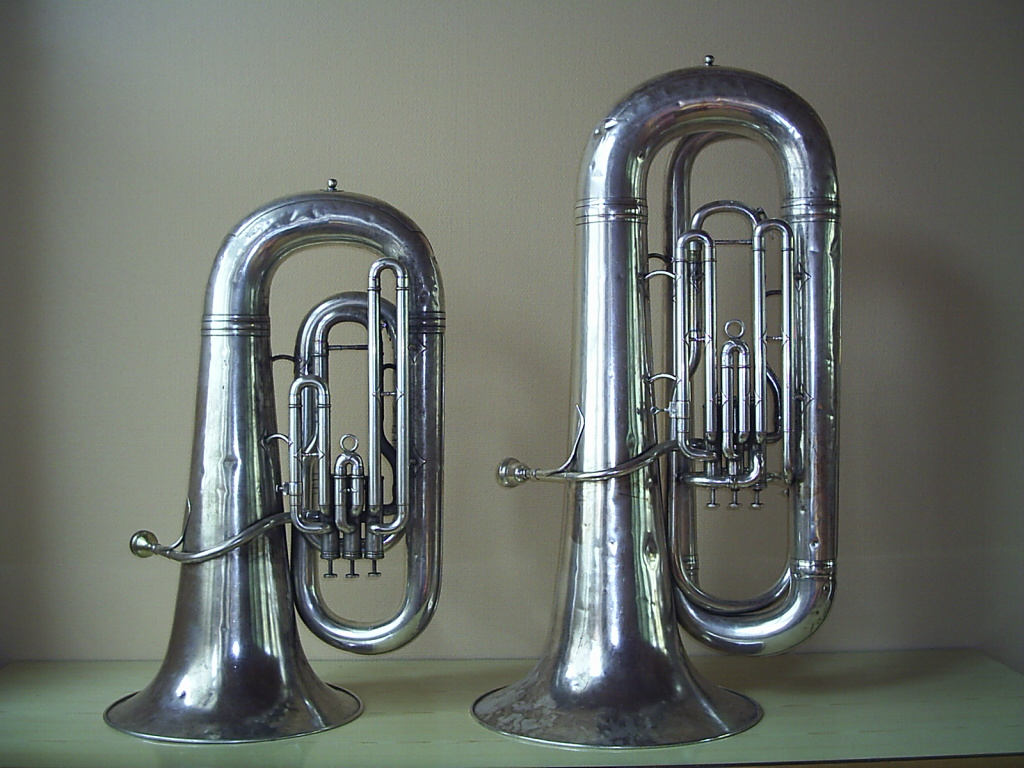
Två bastubor: den vänstra tuban är stämd i ess, den högra i bess.

## Tonart och användningsområde
Tubor förekommer stämda i olika grundtoner. Det finns (i storleksordning liten till stor) F-tuba, Ess-tuba, C-tuba och Bess-tuba. Valet av vilken tuba man spelar på görs ofta med hänsyn till i vilket sammanhang tuba ska användas i. Traditionerna varierar mellan olika delar av världen, men i Sverige är uppdelningen oftast enligt följande: de litet mindre F-tuborna spelas oftast i solosammanhang eller i mindre kammarmusiksammanhang, Ess-tubor spelas vanligen i mässingorkestrar och blåsorkester, C-tubor förekommer nästan uteslutande i professionella symfoniorkestersammanhang och bess-tubor är vanligast i mässing- och blåsorkester.

## Nära släktingar
Varianter av tuban är helikonen och sousafonen. De är båda två tubor tillverkade för marscherande musiker och bärs på axeln. Helikonens ursprung är ur den europeiska militärmusiktraditionen, medan sousafonen konstruerades enligt specifikationer från den legendariska amerikanske marschkungen John Philip Sousa. Skillnaden mellan dessa två är att originalet helikonen projicerar ljudet åt sidan, medan Sousas modifikation ursprungligen projicerade det rakt uppåt, därav namnet raincatcher. Han ville att bastonerna skulle ligga som ett diffust moln över orkestern. Det framåtriktade klockstycket kom något senare.

## Firande
Den 12 september 1835 tog Wilhelm Weiprech och Johann Moritz patent på ”Die Chromatische Bass-Tuba” (kromatisk bastuba) (Berlin, Preussiskt patent 19). Därför skulle det kunna sägas att bastuban har en födelsedag, vilket annars är ovanligt för musikinstrument. 
Sedan 1979 firas Den internationella tubadagen på den första fredagen i maj.  